# Ліхтан
Ліхтан — річкове судно вантажопідйомністю 2—3 лашти, використовувалося для навантаження і розвантаження ком'яги або шкути.